# Adria Mobil
Adria Mobil – vormals Adria – ist ein slowenischer Hersteller von Reisemobilen, Wohnwagen und Mobilheimen mit Sitz in Novo mesto. 2021 betrug die Mitarbeiterzahl 1.274 Personen.

## Geschichte
Das Unternehmen wurde 1965 im damaligen Jugoslawien gegründet. Mitte der 1980er Jahre wurde die Palette mit Reisemobilen erweitert, die in Belgien produziert wurden. Das belgische Werk musste Anfang der 1990er auch auf Grund der Verwirrungen im ehemaligen Jugoslawien geschlossen werden. Ende der 1990er Jahre startete die Reisemobil-Produktion am Standort in Slowenien.
Im Jahr 2017 wurde Adria Mobil durch den französischen Reisemobilkonzern Trigano übernommen.

## Galerie

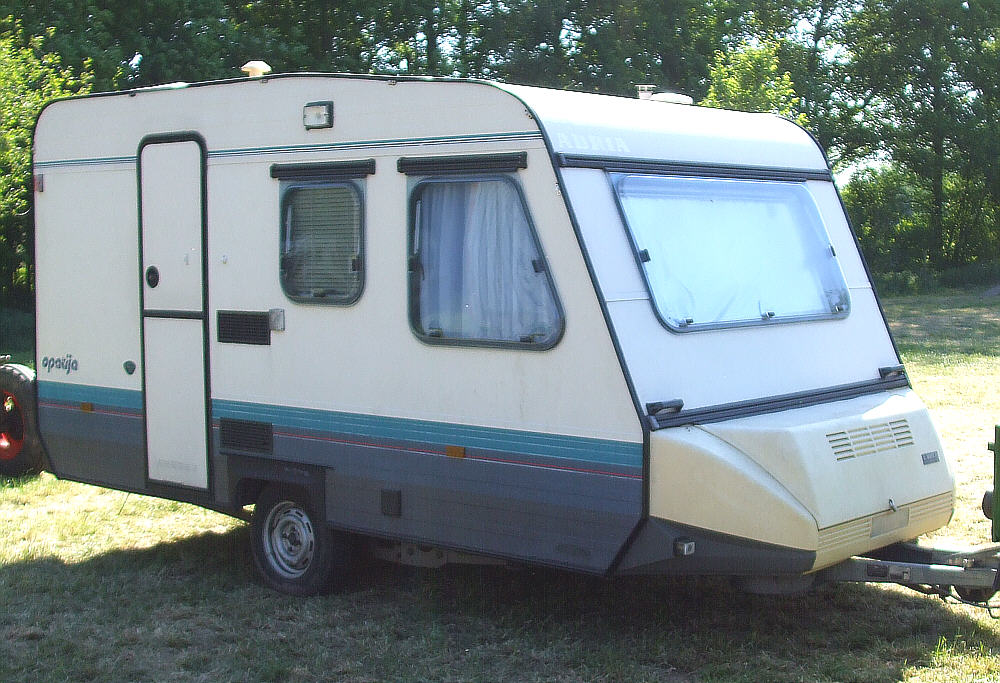
„Opatija“
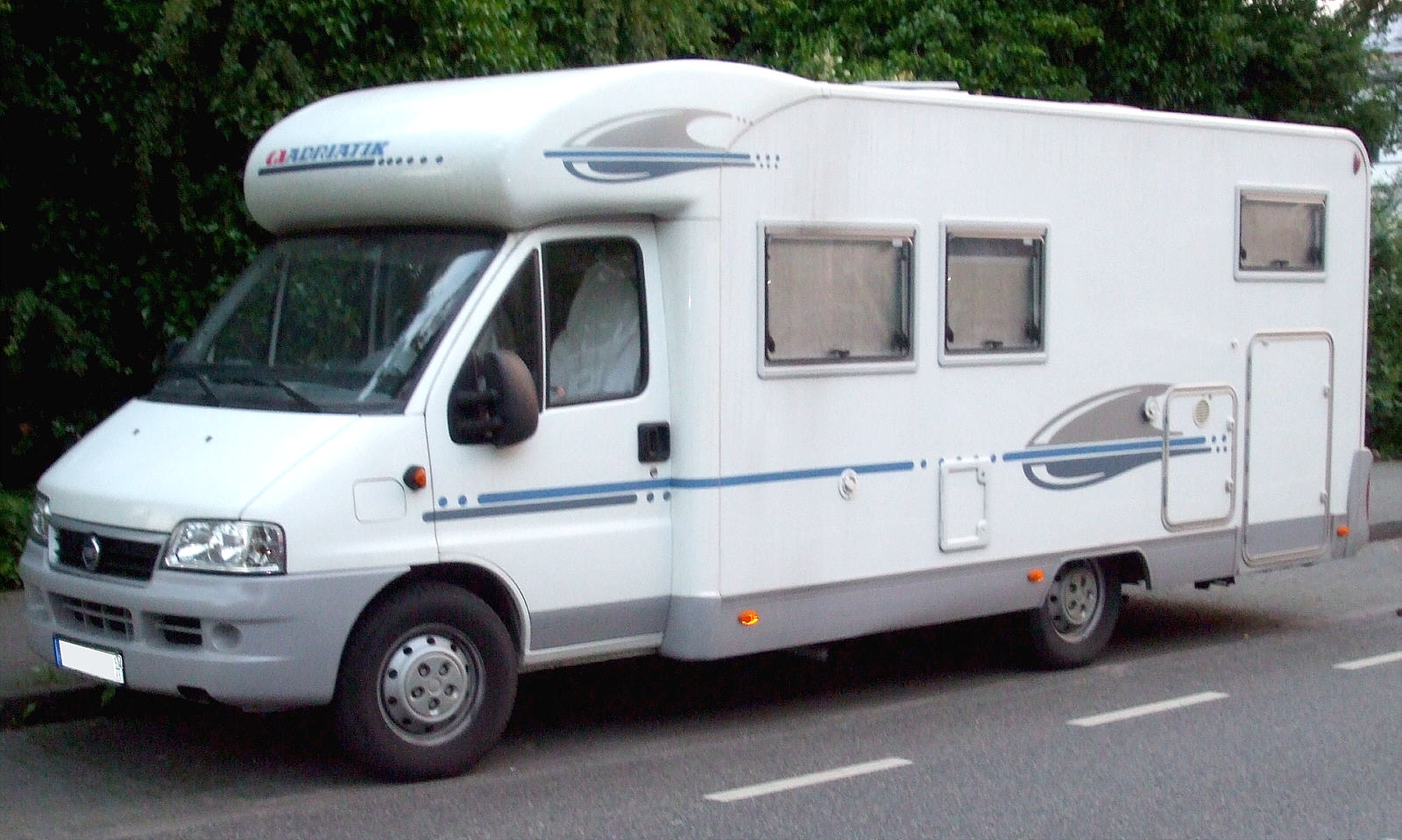
„Coral“
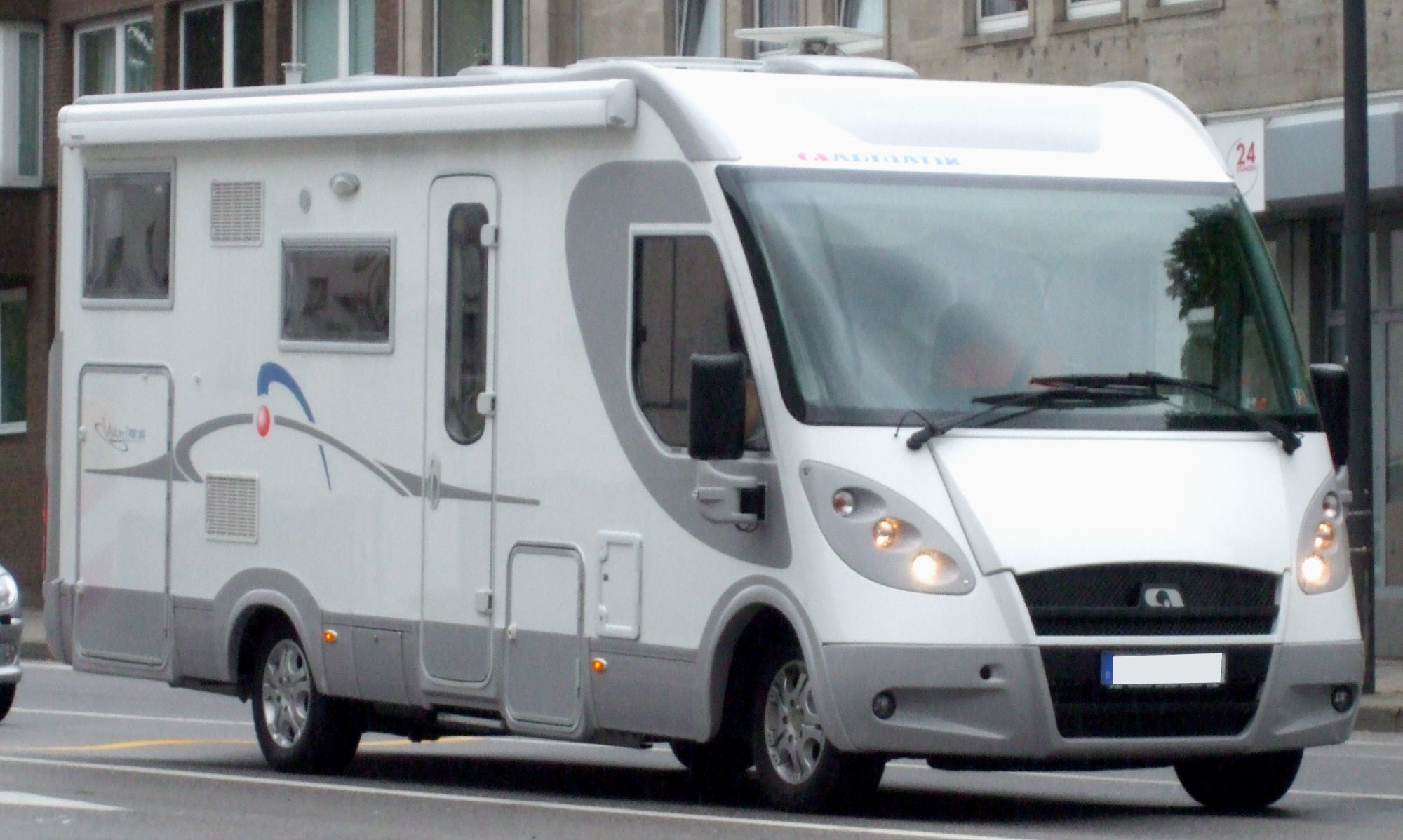
„Vision“

## Aktuelle Baureihen
Caravans:
Aviva
Action
Altea
Adora
Alpina
Astella
Reisemobile:
Compact (ALL-IN / Axess / Plus / Supreme)
Coral (ALL-IN / Axess / Plus / Supreme)
Matrix (ALL-IN / Axess / Plus / Supreme)
Coral XL (ALL-IN / Axess / Plus / Supreme)
Sonic (Axess / Plus / Supreme)
Vans (ausgebaute Kastenwagen):
Active
Twin (ALL-IN / Axess / Plus / Supreme)